# Dhaka Tribune
Le Dhaka Tribune est un quotidien national de langue anglaise publié à Dacca, au Bangladesh. Son rédacteur en chef fondateur, Zafar Sobhan (en), est régulièrement invité par les radiodiffuseurs internationaux à commenter des reportages sur le Bangladesh sur des questions telles que la liberté d'expression et les réfugiés.
Lancé en 2013, il a des versions imprimées et en ligne avec des lecteurs au Bangladesh et à l'étranger. Le journal appartenant au Groupe Gemcon. Le groupe était également propriétaire de Bangla Tribune et de la revue littéraire Bengal Lights. L'éditeur du journal est Kazi Anis Ahmed,,.

## Histoire
Dhaka Tribune a été publié pour la première fois le 19 avril 2013 au Bangladesh
Son lancement coïncidant pratiquement avec la catastrophe du Rana Plaza, ses reporters et photographes ont couvert de nombreux sujets importants ayant un impact et une résonance mondiale, comme la crise des réfugiés rohingyas.
Sur papier, le journal a commencé sous forme de journal grand format avant de devenir compact le 1er mars 2015. Depuis le 1er mai 2019, il est revenu aux éditions grand format.
La devise du journal est « Les nouvelles que vous voulez. Ni plus, ni moins ». Il est bien connu pour ses campagnes de marketing primées, « Je suis heureux d'être bangladais » (Glad to be a Bangladeshi) et « Je suis fait au Bangladesh » (I am made in Bangladesh). Depuis 2015, le Dhaka Tribune est le principal partenaire média du Festival littéraire de Dacca (en).

## Position politique
Le journal décrit sa politique éditoriale comme étant libérale sur les plans économique et social.
Le Dhaka Tribune soutient activement l'égalité des droits entre les sexes au Bangladesh, et dans ses éditoriaux, a demandé l'abrogation des lois discriminatoires contre les homosexuels au Bangladesh. Les pages éditoriales du journal sont ouvertes à divers contributeurs.
2A Media Limited, une entreprise du groupe Gemcon de Kazi Nabil Ahmed (en), leader de la Ligue Awami, en est le principal actionnaire.

## Suppléments
Le journal publie une variété de suppléments réguliers, dont un magazine mensuel Arts & Letters,.